# Samuel Emmanuel Suka
Samuel Emmanuel Suka (10 agosto 1983) è un ex calciatore beninese, di ruolo difensore.

## Carriera

### Nazionale
Ha debuttato in nazionale il 31 gennaio 2004, in Marocco-Benin (4-0), in cui è subentrato a Romuald Boco al minuto 94. Ha collezionato in totale, con la maglia della Nazionale, 2 presenze.
Inoltre, sempre nella Coppa Africa 2004, ha giocato contro la Tunisia